# Ucria
Ucria település Olaszországban, Szicília régióban, Messina megyében. Lakosainak száma 908 fő (2023. január 1.). Ucria Floresta, Sinagra, Tortorici, Castell’Umberto és Raccuja községekkel határos.

## Népesség
A település lakossága az elmúlt években az alábbi módon változott:
| Lakosok száma | 1032 | 1014 | 908  |
|               | 2017 | 2018 | 2023 |